# Chilli Space
Chilli Space je slovenski glasbeni kolektiv, najbolj znan po svoji kompilaciji izbranih del mirnejših podzvrsti elektronske glasbe. Kompilacija, ki izide enkrat letno, vključuje dela slovenskih ustvarjalcev ambientalne glasbe, eksperimentalne glasbe, duba, tehna in dub-tehna. Prva izdaja je bila leta 2002.
| Izdaja          | Leto | Format                   | Kataloška številka | Avtorji |
| --------------- | ---- | ------------------------ | ------------------ | --- |
| Chilli Space 1  | 2002 | CD                       | SVCD002            | Mario Marolt, Random Logic, Jani Hace, Umek, Temponauta, Sunday Sessions, Ichisan, DJ Borka, Sheki, iTurk, Octex                                                               |
| Chilli Space 2  | 2003 | 2 x CD                   | SVCD003            | Ouroboros, Jani Hace, Sunday Sessions, Ichisan, DJ Borka, Random Logic, Pavle Kocbek, Mario Marolt, Temponauta, Bau, Octex, Bulzaras, iTurk, Menu B                            |
| Chilli Space 3  | 2006 | CD                       | SVCD007            | Electrosaurus, Ouroborots, Amderma, Krizs, O.B.C Orphan, Klasick, DJ Bizzy, iTurk, Octex, Dojaja                                                                               |
| Chilli Space 4  | 2007 | CD                       | SVCD008            | Miko, DJ Bizzy, Stashman, The LSD Anarchist, Symann, Octex, Zergon, iTurk, Pavle Kocbek, Dojaja, Electrosaurus, Organon, Krizs                                                 |
| Chilli Space 5  | 2008 | CD                       | SVCD009            | Noaf, Wichiwaka, Pavle Kocbek, iTurk, DJ Bizzy, Haniel, Marko Fürstenberg, Electrosaurus, Dojaja, Organon, The LSD Anarchist                                                   |
| Chilli Space 6  | 2009 | CD                       | SVCD010            | Ago Tela, The LSD Anarchist, Electrosaurus, Organon, iTurk, Dojaja, Octex, Zergon, Defence, Timequake (Miko & Vennett), Nitz, Wichiwaka                                        |
| Chilli Space 7  | 2010 | CD                       | SVCD011            | Wichiwaka, Organon, Bassick, Timequake (Timequest), Zergon, Ago Tela, Electrosaurus, Dojaja, The LSD Anarchist, Nitz, Symann, Octex, Prms                                      |
| Chilli Space 8  | 2011 | CD                       | SVCD012            | Octex, Ago Tela, Dojaja, Timequake, iTurk, Pavle Kocbek, Pier, Zergon, Wichiwaka, Electrosaurus, Nitz, Organon                                                                 |
| Chilli Space 9  | 2013 | CD                       | SVCD013            | Timequake, Wichiwaka, The LSD Anarchist, Lil' Chill, Stasman, Brother Culture, iTurk, Dojaja, Ago Tela, Octex, Electrosaurus, Pier, Zergon, Pavle Kocbek, Evano, Nitz, Organon |
| Chilli Space 10 | 2014 | 2 × vinil, 12", 33 ⅓ RPM | 10LP1              | Ago Tela, Octex, Electrosaurus, iTurk, Wichiwaka, Stashman, Robin Werner, The LSD Anarchist, Dojaja, Pier, Robert Jukič. Organon, Nitz, Timequake, Zergon                      |
| Chilli Space11  | 2015 | 2 × vinil, 12", 33 ⅓ RPM |                    | |